# Stelletta tulearensis
Stelletta tulearensis är en svampdjursart som beskrevs av Vacelet, Vasseur och Claude Lévi 1976. Stelletta tulearensis ingår i släktet Stelletta och familjen Ancorinidae. Inga underarter finns listade i Catalogue of Life.